# 民族出版社
民族出版社（みんぞくしゅっぱんしゃ）は、中華人民共和国の出版社である。

## 沿革
1953年に中国政府の全国各民族を網羅した出版機関として設立された。
主に中国諸民族の政治、経済、宗教、文化、芸術に関連した書籍と雑誌、電子書籍を出版。
民族出版社には民族文字編集部門としてモンゴル文編集部、チベット文編集部、ウイグル文編集部、カザフ文編集部、朝鮮文編集部、2つの漢文編集部がある。
出版分野の専門職に従事している職員は200余名、年間約1000種類の書籍を出版している。